# 3581 Alvarez
A 3581 Alvarez (ideiglenes jelöléssel 1985 HC) egy marsközeli kisbolygó. Carolyn Shoemaker fedezte fel 1985. április 23-án.